# Семененко Петро Маркович
Петро́ Ма́ркович Семе́ненко (1921 — 1992) — майстер художнього скла із села Кодра Макарівського району на Київщині.
Працював на скляних підприємствах на Київщині та Львівщині (1946—1954).
Фігурний посуд у вигляді птахів, риб, ведмедів; кошички, жбанки, прикрашені ліпними пташками, стрічками, ґудзиками, смужками тощо.
Його твори зберігають у музеях Львова, Санкт-Петербурга.